# هارولد جيفريز
السر هارولد جيفريز (بالإنجليزية: Harold Jeffreys)‏ (22 أبريل 1891 - 18 مارس 1989) هو رياضياتي وإحصائي وجيوفيزيائي وعالم فلك إنجليزي.

## روابط خارجية
- هارولد جيفريز على موقع الموسوعة البريطانية (الإنجليزية)